# Yankee Stadium (1923)
Yankee Stadium var en basebollarena i Bronx i New York i USA som var New York Yankees hemmaarena 1923–2008. Arenan invigdes den 18 april 1923 och efter många ombyggnader var publikkapaciteten de sista åren 57 545 åskådare. Arenan revs 2010 när den ersatts av nya Yankee Stadium på en intilliggande tomt.

## Historia
Arenan ritades första gången av Osborn Engineering och efter mindre än ett års arbete stod arenan klar. Priset på bygget var 2,4 miljoner dollar. Då hade arenan en kapacitet på 58 000 åskådare. Sedan dess har arenan byggts om många gånger och kapaciteten 1937 var hela 71 699. Under 1974 och 1975 års säsonger genomgick arenan en större renovering och då fick New York Yankees spela sina hemmamatcher i New York Mets hemmaarena Shea Stadium i stället. Efter renoveringen för 48 miljoner dollar öppnade arenan den 18 april 1976 med kapaciteten 54 028.
Förutom baseboll har anläggningen även använts för amerikansk fotboll, boxning, påvebesök och konserter med mera.
I den sista basebollmatchen på anläggningen den 21 september 2008 vann New York Yankees mot Baltimore Orioles med 7–3. José Molina slog arenans sista homerun. Arenan kom sedan att jämnas med marken för att bli parkområde.
New York Yankees flyttade vid starten av säsongen 2009 till en ny arena, också med namnet Yankee Stadium. Första matchen under ordinarie säsong spelades den 16 april 2009, den ceremoniella first pitch kastades av Yankeeslegenden Yogi Berra. CC Sabathia startade matchen för Yankees, Jorge Posada slog nya Yankee Stadiums första homerun. Kostnaden för bygget av nya Yankee Stadium uppgick till cirka 1,5 miljarder dollar.